# Буревісник-крихітка каприкорновий
Буревісник-крихітка каприкорновий (Puffinus assimilis) — морський птах з родини буревісникових (Procellariidae).

## Поширення
Вид поширений в Австралії, Новій Зеландії, на острові Норфолк і на французьких південних і антарктичних територіях. На острові Кертіс (острови Кермадек) знаходиться найбільша колонія цього виду, яка налічує сто тисяч пар птахів.

## Підвиди
Виділяють чотири підвиди:
- P. a. assimilis Gould, 1838 — острів Лорд-Гав і Норфолк;
- P. a. haurakiensis Fleming, CA & Serventy, 1943 — північний схід Північного острова (Нова Зеландія);
- P. a. kermadecensis Murphy, 1927	— Кермадек;
- P. a. tunneyi Mathews, 1912 — острови біля південно-західної Австралії.